# پالو دل کوله
پالو دل کوله (به ایتالیایی: Palo del Colle) یک کومونه در ایتالیا است که در استان باری واقع شده‌است. پالو دل کوله ۷۹ کیلومتر مربع مساحت و ۲۱٬۷۰۰ نفر جمعیت دارد و ۱۵۱ متر بالاتر از سطح دریا واقع شده‌است.

## خواهرخوانده
شهر Biebesheim am Rhein خواهرخواندهٔ پالو دل کوله هست.